# Atelopus elegans
Atelopus elegans is een kikker uit de familie padden (Bufonidae) en het geslacht klompvoetkikkers (Atelopus). De soort werd voor het eerst wetenschappelijk beschreven door George Albert Boulenger in 1882.
Atelopus elegans leeft in delen van Zuid-Amerika en komt voor in Colombia en Ecuador. De kikker is bekend van een hoogte van 300 tot 1140 meter boven zeeniveau. De soort komt in een relatief klein gebied voor en is hierdoor kwetsbaar. Door de internationale natuurbeschermingsorganisatie IUCN wordt de soort beschouwd als 'kritiek'.
Atelopus elegans gaat achteruit in aantal en verspreidingsgebied, vooral in Ecuador is de status onduidelijk.